# Neuratelia spinosa
Neuratelia spinosa är en tvåvingeart som beskrevs av Loïc Matile 1974. Neuratelia spinosa ingår i släktet Neuratelia och familjen svampmyggor. Inga underarter finns listade i Catalogue of Life.